# ساعت‌ها (آلبوم دیوید بویی)
ساعت‌ها (انگلیسی: Hours) بیست و دومین آلبوم استودیویی موسیقی‌دان انگلیسی دیوید بویی است که ابتدا در ۲۱ سپتامبر ۱۹۹۹ از طریق اینترنت در وبگاه بویی و سپس به‌صورت سی‌دی فیزیکی در ۴ اکتبر به‌وسیلهٔ ویرجین رکوردز منتشر شد. این نخستین آلبوم از هنرمندی سرشناس بود که برای دانلود از طریق اینترنت در دسترس قرار گرفت. در حالی که ساعت‌ها به‌عنوان موسیقی متن بازی ویدئویی امیکرون: روح سرگردان (۱۹۹۹) نشات گرفت، این آلبوم آخرین همکاری میان بویی و گیتاریست ریوز گابرلز بود که از سال ۱۹۸۸ با او کار می‌کرد. این آلبوم در اواسط سال ۱۹۹۹ میان استودیوهای برمودا و شهر نیویورک ضبط شد. مسابقه ترانه‌ای که در اواخر سال ۱۹۹۸ در وبگاه بویی برگزار شد، منجر به آن شد که یکی از طرفداران در اشعار و آوازهای پشتیبان یکی از قطعه‌ها مشارکت داشته باشد.
در مقابل ماهیت تجربی سایر آثار بویی در طول دهه‌های مختلف، ساعت‌ها سبکی پاپ راک و آرت پاپ ارائه می‌دهد که یادآور رضایتمندانه در سال ۱۹۷۱ است که سبک‌ها و ایده‌آل‌هایی که پیش از این در کارهای گذشته بویی بررسی شده بود را بیشتر تداعی می‌کند. اشعار آن خویشتن‌نگر هستند که موضوعاتی مانند فروپاشی روابط و مباحث اضطراب را با جزئیات شرح می‌دهند. همچنین مضامین آشکارا مسیحی در آن وجود دارد که در طرح روی جلد منعکس شده‌است. طرح روی جلد با الهام از باکره سوگوار، بویی را با موهای کوتاه از دوران زمینی به تصویر می‌کشد که آرام در آغوش نسخه‌ای جوان‌تر و با موهای بلندتر از بویی گرفته‌است. عنوان آلبوم در ابتدا رویاپرداز بود.
ساعت‌ها با چندین تک‌آهنگ در جایگاه ۴۰تای برتر جدول بریتانیا همراه بود و در نهایت به رتبه پنجم جدول آلبوم‌های بریتانیا رسید، اما اولین آلبوم بویی بود که از زمان سال ۱۹۷۲ در بین ۴۰ تای برتر بیلبورد ۲۰۰ ایالات متحده غایب بود. این آلبوم نقدهای متفاوتی از منتقدان موسیقی دریافت کرد، که بسیاری از آن‌ها قطعات شخصی را تحسین کردند اما از کل آلبوم انتقاد کردند؛ احساساتی که از سوی منتقدان بعدی و زندگی‌نامه‌نویسان بویی بازگو شد. بویی این آلبوم را از طریق تور ساعت‌ها و حضور در تلویزیون تبلیغ کرد. فهرست‌های گذشته‌نگر که تمام آلبوم‌های استودیویی بویی را رتبه‌بندی می‌کنند، نام ساعت‌ها را در میان آثار ضعیف‌تر بویی قرار داده‌است. این آلبوم در سال ۲۰۰۴ با چند قطعه دوباره منتشر شد و در سال ۲۰۲۱ برای گنجاندن در مجموعهٔ جعبه‌ای ماجراجویی درخشان (۱۹۹۲–۲۰۰۱) بازسازی شد.